# Xerosecta cespitum
Xerosecta cespitum is een slakkensoort uit de familie van de Hygromiidae. De wetenschappelijke naam van de soort is voor het eerst geldig gepubliceerd in 1801 door Draparnaud.